# Аркадиевский монастырь
Аркадиевский монастырь — женский (бывший мужской) монастырь в городе Вязьме.
По легенде, на территории Большого нижнего города в XI веке жил преподобный Аркадий. В монастыре во времена его существования якобы хранился камень, на котором молился святой, над которым была устроена часовня с иконой преподобных Ефрема и Аркадия. В 1661 году здесь был основан мужской Аркадиевский монастырь, расположившийся рядом с существовавшей здесь древней деревянной церковью 1540 года постройки. Он прекратил своё существование в XVIII веке.

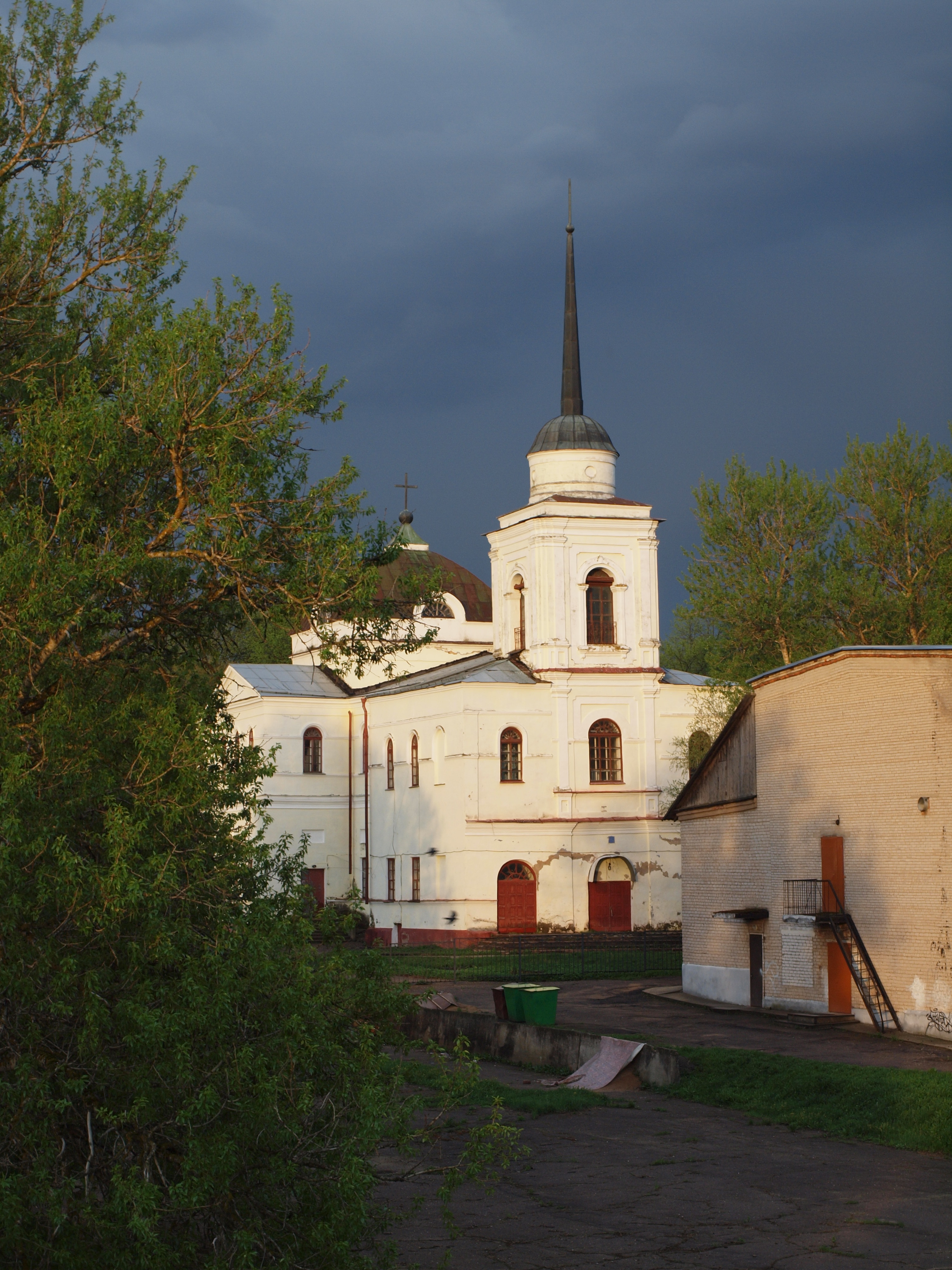
Спасский собор Аркадиевского монастыря

В 1780 году здесь образовалась женская община из упразднённого Ильинского монастыря в Вязьме. В 1783 году построен каменный собор Спаса Всемилостивого. В 1812 году постройки монастыря были сожжены французами; в 1832 году община, жившая на заново отстроенной территории, получила статус монастыря; таким образом, Аркадиевский монастырь был возрождён. Монастырю была отдана Спасская башня — единственная сохранившаяся башня Большого нижнего города. До 1852 года в монастыре располагалось училище для «девиц духовного звания», переведённое впоследствии в Смоленск в Вознесенский монастырь, после — школа.
Сохранилось несколько построек монастыря, в том числе Спасский собор 1783 года (в нём сейчас располагается библиотека) и Спасская башня.